# Ulukbek Maripov
Ulukbek Maripov, né le 30 août 1979 à Kirghiz-Ata (RSS kirghize), est un homme d'État kirghize. Il est Premier ministre du 3 février au 6 mai 2021 puis président du cabinet des ministres jusqu'au 12 octobre suivant.

## Biographie
Ulukbek Maripov naît le 30 août 1979 à Kyrgyz-Ata, dans région d'Och, en RSS kirghize. Il est le fils de l'ancien député Asamuddin Maripov.
Diplômé de l'université d'Osh en finance et crédit et jurisprudence, il travaille au ministère des Finances de 2001 à 2003. De 2003 à 2005, il est assistant du gouverneur de l'oblast de Batken, puis consultant adjoint auprès du Parlement de 2005 à 2006. De 2006 à 2010, il travaille comme expert auprès de la présidence. En 2010, il est nommé chef du Département de la coopération internationale au ministère des Situations d'urgence. De 2010 à 2016, il travaille auprès des services de la présidence, où il se hisse en 2015 comme chef adjoint du cabinet du président de la République. Le 19 mars 2016, il devient président de la Cour des comptes, une fonction qu'il occupe jusqu'en 2021.
La coalition au pouvoir choisit le 1er février 2021 Ulukbek Maripov comme candidat au poste de Premier ministre et la composition de son équipe gouvernementale est annoncée le lendemain,. Le 3 février, après avoir été approuvés par le Parlement, les membres du gouvernement sont nommés par le président et prêtent serment le jour même,.
Avec l'entrée en vigueur de la nouvelle Constitution le 6 mai 2021, Ulukbek Maripov prend le titre de président du cabinet des ministres dans le nouveau gouvernement du président Sadyr Japarov,. Le 12 octobre suivant, il est remplacé par Akylbek Japarov.
Le 26 janvier 2022, Maripov est confirmé par le parlement comme le prochain Ambassadeur du Kirghizistan en Arabie saoudite en remplacement de Abdilatif Zhumabayev.